# Pteronymia irrai
Pteronymia irrai är en fjärilsart som beskrevs av Lichy 1946. Pteronymia irrai ingår i släktet Pteronymia och familjen praktfjärilar. Inga underarter finns listade.